# Маноно

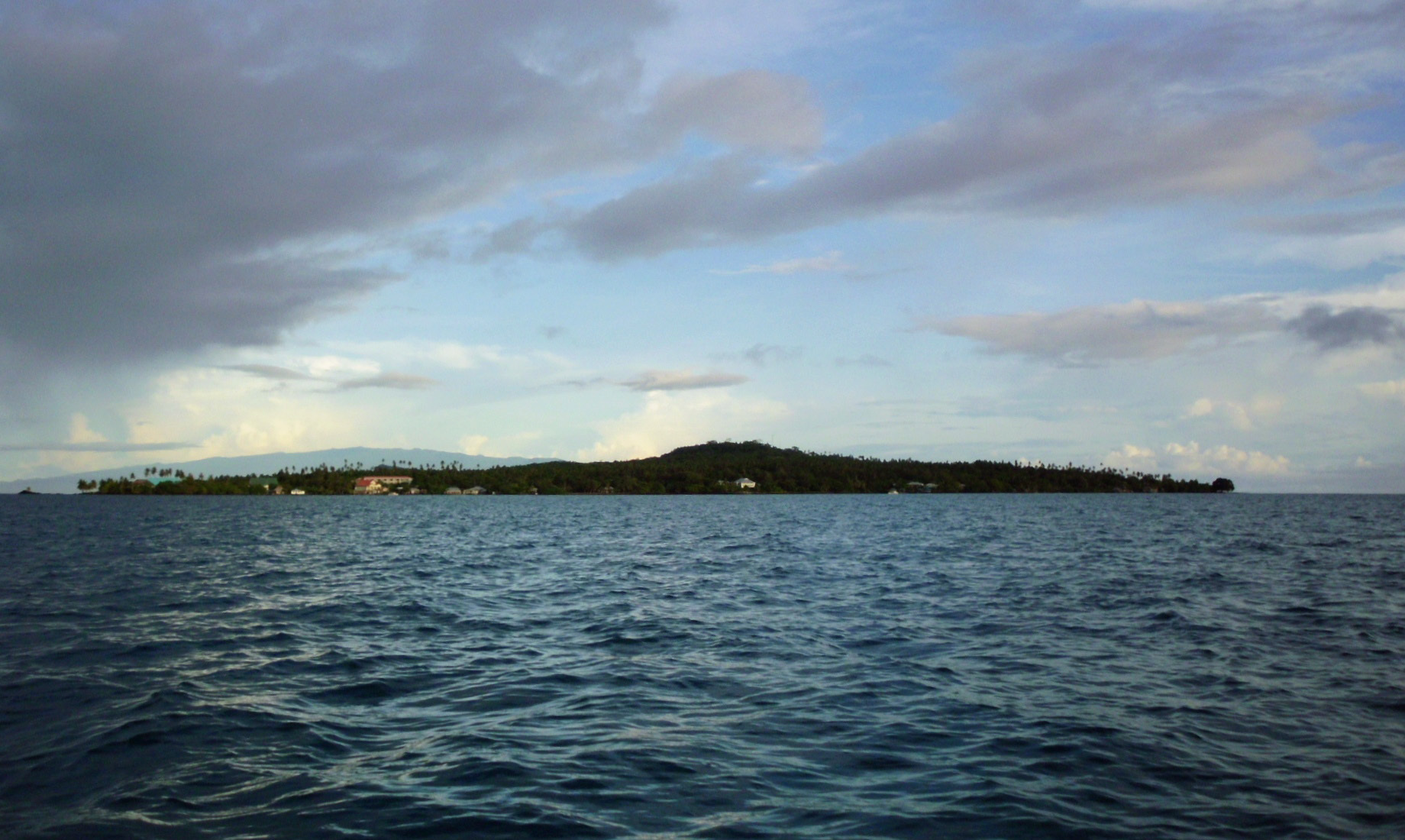
Остров Маноно

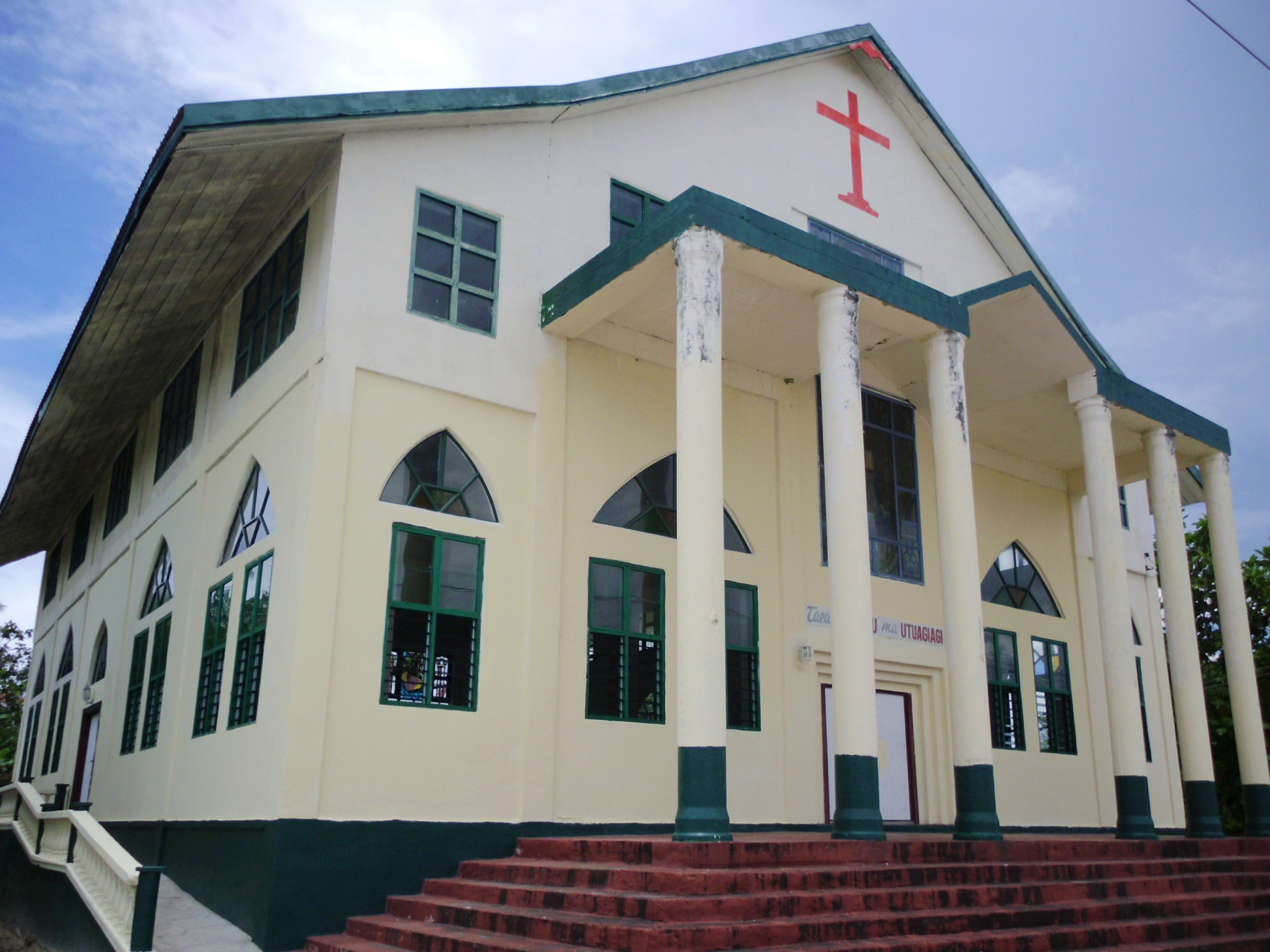
Здание церкви на острове Маноно

Мано́но (англ. Manono) — один из четырёх населённых островов Западного Самоа и входит в округ Аига-и-ле-Таи вместе с островом, одноименном проливу — Аполима. Остров Маноно находится в проливе Аполима. Население Маноно 889 человек (2006) и почти равномерно распределено между четырьмя деревнями:
1. Апаи (Apai), запад (111 чел.)
2. Фалеу (Faleu), юг (354 чел.)
3. Лепуиа'и (Lepuia’i), юго-запад (223 чел.)
4. Салуа (Salua), север (201 чел.)

Административным центром острова является деревня Фалеу, расположенная на южном берегу Маноно.